# Аггей (Колосовский)
Епископ Аггей (в миру Антоний Колосовский; 1738, Белики, Полтавская губерния — 24 октября [4 ноября] 1792, Переяслав, Киевское наместничество) — епископ Русской православной церкви, епископ Белгородский и Обоянский.

## Биография
Родился в 1738 году в местечке Белики на Полтавщине в семье казака.
Образование получил в Киевской духовной академии.
В 1759 году пострижен в монашество в Киево-Печерской лавре, где затем, находясь в течение 10 лет, исполнял должность справщика книг типографии, а позднее — проповедника в сане соборного иеромонаха.
С 1769 года — законоучитель Морского Шляхетского корпуса в Санкт-Петербурге. Имел дар красноречия. Он много проповедовал во время служения в храме морского корпуса. Его проповеди хвалили за чистоту слога и хорошее изложение.
8 1771 году возведён в сан архимандрита и назначен настоятелем Богоявленского Костромского монастыря.
3 сентября 1773 года переведен настоятелем Нижегородского Печерского монастыря.
9 февраля 1774 года хиротонисан во епископа Белгородского и Обоянского.
Будучи епископом Белгородским, преосвященный Аггей заботился о развитии просвещения в своей епархии. При нём начальная славяно-латинская школа в Белгороде была преобразована в малую семинарию, для которой епископом была разработана подробная программа образовательной и хозяйственной деятельности. Своим внимательным и участливым отношением к нуждам воспитанников он привлекал в школы учёное монашество. Участие преосвященного Аггея выражалось и в том, что он материально помогал тем, кто стремился к получению образования, но сам имел для этого ограниченную возможность из-за тяжёлого материального положения.
С большой неохотой отпускал преосвященный Аггей лиц, окончивших духовные училища, на светские должности, так как образованного духовенства не хватало.
Большое внимание уделял преосвященный Аггей умению произносить проповеди. По его указанию в учебных заведениях, особенно в коллегиуме, воспитанникам предписывалось готовить проповеди и произносить их перед аудиторией, а по вечерам и перед всем народом в церкви.
Епископ Аггей очень любил церковное пение, поэтому стремился, чтобы хор его был самым лучшим. Для этого он властно собирал певчих из разных приходов.
Как и предшествовавшие архипастыри Белгородской епархии, преосвященный Аггей всегда защищал духовенство от обид и оскорблений светской власти и отдельных лиц. Только методы наказаний при нём изменились. На обидчиков составлялись жалобы светской власти, а обижаемых он старался перевести с данного места во избежание дальнейших оскорблений.
Лица духовного звания за совершаемые проступки также не оставались без наказания. В период епископствования Аггея телесные наказания были отменены, и теперь основным видом наказания духовенства являлись земные поклоны. Излюбленной мерой была тысяча поклонов.
Характерной слабостью епископа Аггея была любовь к приношениям от лица монастырей в праздничные и другие выдающиеся дни. Он с удовольствием принимал такие приношения.
28 ноября 1786 года уволен на покой в Переславльский Вознесенский монастырь.
Скончался 24 октября 1792 года.